# Cantón de Aureilhan
El cantón de Aureilhan es una división administrativa francesa, situada en el departamento de Altos Pirineos y la región de Mediodía-Pirineos.

## Composición
El cantón de Aureilhan incluye cuatro comunas:
- Aureilhan
- Bours
- Chis
- Orleix